# Эмболо, Брель
Брель-Дональд Эмболо́ (фр. Breel-Donald Embolo; род. 14 февраля 1997[…], Яунде) — швейцарский футболист, нападающий клуба «Монако» и сборной Швейцарии. Участник трёх чемпионатов Европы (2016, 2020 и 2024) и двух чемпионатов мира (2018 и 2022).

## Клубная карьера

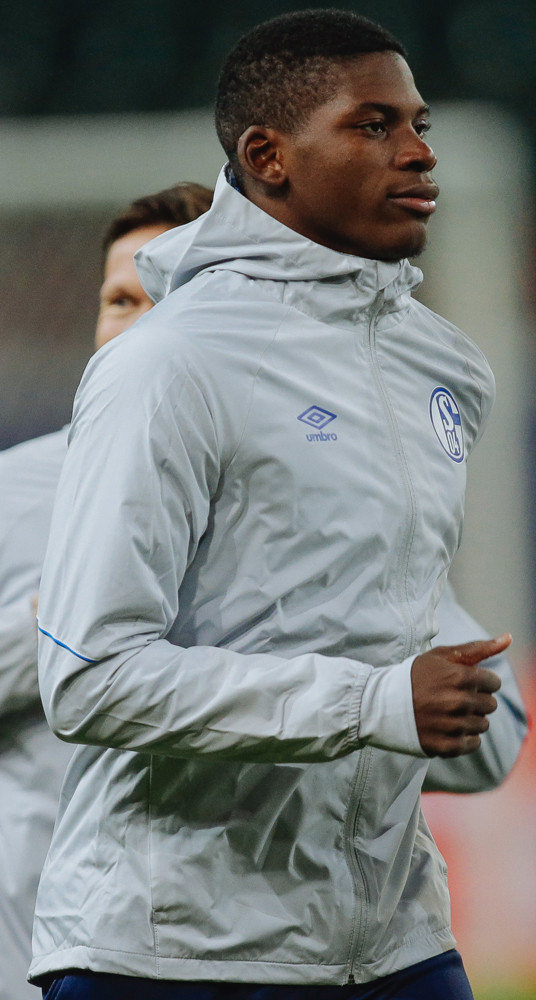
Эмболо в составе «Шальке 04»

Свою футбольную карьеру Эмболо начал в юношеской школе базельского клуба «Нордштерн». В 2008 году он перешёл в молодёжную академию «Олд Бойз», а после 2010 года оказался в «Базеле».
13 марта 2014 года Эмболо дебютировал на профессиональном уровне, заменив на 90-й минуте в матче Лиги Европы против зальцбургского «Ред Булла» Серея Ди. Три дня спустя, 16 марта, состоялся первый матч Бреля в чемпионате Швейцарии против «Арау», завершившийся со счётом 5:0 в пользу красно-синих (сам Эмболо забил последний мяч).
По достижении 18 лет Брель заключил профессиональный контракт с «Базелем», рассчитанный до лета 2019 года. По итогам сезона 2014/15 вместе с командой выиграл чемпионат Швейцарии.
26 июня 2016 года перешёл в «Шальке 04» за 27 миллионов евро. Контракт подписан сроком на 5 лет.
В 2019 году перешёл из «Шальке 04» в «Боруссию» (Мёнхенгладбах), с 22-летним швейцарцем подписан контракт до лета 2023 года. Сумма трансфера составила порядка 10 миллионов евро.
15 июля 2022 года перешёл из «Боруссии» в «Монако» за 12,5 миллионов евро. Контракт с монегасками рассчитан до лета 2026 года.

## Карьера в сборной
В 2012 году Эмболо выступал за юниорскую сборную Швейцарии до 17 лет в товарищеских матчах. В декабре 2014 года ему было предоставлено гражданство Швейцарии, и, таким образом, Брель получил право участвовать в официальных соревнованиях на уровне сборных.
31 марта 2015 года Эмболо сыграл первый свой матч за основную сборную Швейцарии против команды США, выйдя на замену на 56-й минуте вместо Йосипа Дрмича. Впервые за сборную отличился в ноябре 2015 года в квалификационном матче к чемпионату Европы против Сан-Марино с пенальти.
На чемпионате мира 2022 года в Катаре на групповой стадии забил победный мяч в ворота Камеруна (1:0), а также отличился в игре против Сербии (3:2). Гол в ворота Камеруна Эмболо не стал праздновать из уважения к своим корням.

## Статистика выступлений

### Клубная
| Клуб             | Сезон            | Лиги                  | Лиги | Лиги | Кубки | Кубки | Еврокубки | Еврокубки | Прочие | Прочие | Всего | Всего |
| Клуб             | Сезон            | Дивизион              | Игры | Голы | Игры  | Голы  | Игры      | Голы      | Игры   | Голы   | Игры  | Голы  |
| ---------------- | ---------------- | --------------------- | ---- | ---- | ----- | ----- | --------- | --------- | ------ | ------ | ----- | ----- |
| Базель           | 2013/14          | Швейцарская Суперлига | 7    | 1    | 0     | 0     | 4         | 0         | —      | —      | 11    | 1     |
| Базель           | 2014/15          | Швейцарская Суперлига | 27   | 10   | 5     | 6     | 8         | 1         | —      | —      | 40    | 17    |
| Базель           | 2015/16          | Швейцарская Суперлига | 27   | 10   | 1     | 0     | 12        | 3         | —      | —      | 40    | 13    |
| Базель           | Всего            | Всего                 | 61   | 21   | 6     | 6     | 24        | 4         | 0      | 0      | 91    | 31    |
| Шальке 04        | 2016/17          | Бундеслига            | 7    | 2    | 1     | 1     | 2         | 0         | —      | —      | 10    | 3     |
| Шальке 04        | 2017/18          | Бундеслига            | 21   | 3    | 2     | 0     | —         | —         | —      | —      | 23    | 3     |
| Шальке 04        | 2018/19          | Бундеслига            | 14   | 4    | 3     | 0     | 5         | 1         | —      | —      | 22    | 5     |
| Шальке 04        | Всего            | Всего                 | 42   | 9    | 6     | 1     | 7         | 1         | 0      | 0      | 55    | 11    |
| Всего за карьеру | Всего за карьеру | Всего за карьеру      | 103  | 30   | 12    | 7     | 31        | 5         | 0      | 0      | 146   | 42    |

## Достижения

### Командные
«Базель»
- Чемпион Швейцарии (2): 2014/15, 2015/16

### Личные
- Футболист года в Швейцарии: 2015